# Eucalyptus botryoides
Eucalyptus botryoides (Sm., 1797) è un albero appartenente alla famiglia delle Myrtaceae, originario del sud-est dell'Australia.

## Descrizione
Nel suo habitat naturale raggiunge anche i 40 m di altezza, mentre in Italia in genere non supera i 20–25 m.
Il tronco è liscio nei giovani esemplari, mentre appare ruvido in quelli più grandi, così come i rami.

## Biologia
A differenza di Eucalyptus camaldulensis, sì è rivelato molto resistente alla psilla degli eucalipti (Glycaspis brimblecombei).

## Distribuzione e habitat
La specie è originaria delle aree costiere del sud-est dell'Australia (Nuovo Galles del Sud e Victoria).
In Italia è coltivata principalmente nell'Agro Pontino e in Sardegna, soprattutto per la sua resistenza nelle zone costiere e come frangivento.